# Codice ATC P02
Il codice ATC P02 "Antielmintici" è un sottogruppo del sistema di classificazione Anatomico Terapeutico e Chimico, un sistema di codici alfanumerici sviluppato dall'OMS per la classificazione dei farmaci e altri prodotti medici. Il sottogruppo P02 fa parte del gruppo anatomico P, Antiparassitari, insetticidi e repellenti.
Codici per uso veterinario (codici ATCvet) possono essere creati ponendo la lettera Q di fronte al codice ATC umano: QP02...
Numeri nazionali della classificazione ATC possono includere codici aggiuntivi non presenti in questa lista, che segue la versione OMS.

## P02B Antitrematodi

### P02BA Derivati della chinolina e sostanze correlate
P02BA01 Praziquantel
P02BA02 Oxamnichina

### P02BB Composti organofosforici
P02BB01 Metrifonato

### P02BX Altri agenti antitrematodi
P02BX01 Bitionolo
P02BX02 Niridazolo
P02BX03 Stibofen
P02BX04 Triclabendazolo

## P02C Agenti antinematoidi

### P02CA Derivati del benzimidazolo
P02CA01 Mebendazolo
P02CA02 Tiabendazolo
P02CA03 Albendazolo
P02CA04 Ciclobendazolo
P02CA05 Flubendazolo
P02CA06 Fenbendazolo
P02CA51 Mebendazolo, combinazioni

### P02CB Derivati della piperazina
P02CB01 Piperazina
P02CB02 Dietilcarbamazina

### P02CC Derivati della tetraidro-pirimidina
P02CC01 Pirantel
P02CC02 Oxantel

### P02CE Derivati dell'imidazotiazolo
P02CE01 Levamisolo

### P02CF Avermectine
P02CF01 Ivermectina

### P02CX Altri antinematodi
P02CX01 Pirvinio
P02CX02 Befenio

## P02D Anticestodi

### P02DA Derivati dell'acido salicilico
P02DA01 Niclosamide

### P02DX Altri anticestodi
P02DX01 Desaspidina
P02DX02 Diclorofene